# Pere Abadal i Morató

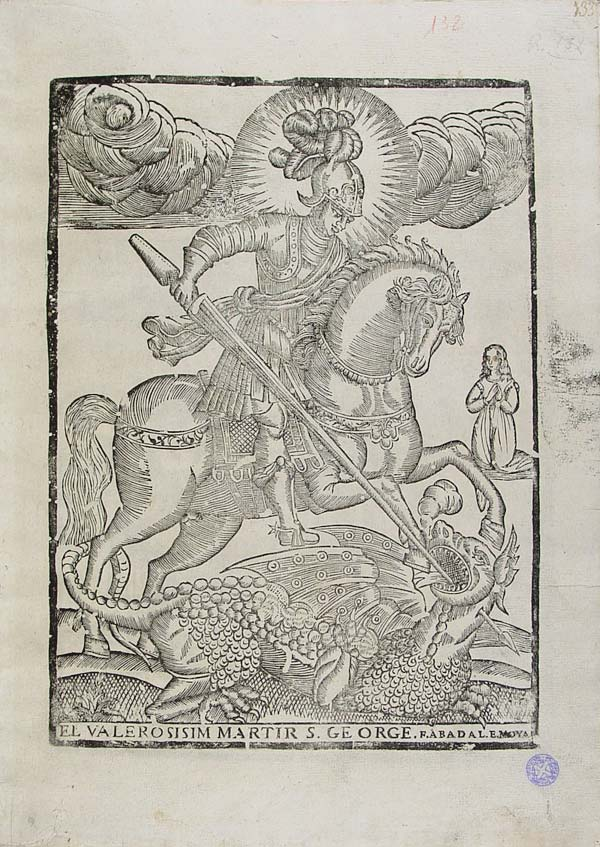
Sant Jordi, xilografia de l'Àlbum de mostres Abadal. inscripció: «el valerosíssim màrtir s.n george. P. Abadal f. Moya», Barcelona, Biblioteca de Catalunya.

Pere Abadal i Morató, que signava Petrvs Abadal f. o Pera Abadal (Moià, Barcelona, c. 1630-1684), fou un impressor i gravador xilogràfic català, fill d'un pelaire i cap d'una família de gravadors i impressors, que s'estén fins al segle xix.
Compatibilitzant l'ofici de gravador amb el de droguer, Pere va reunir en trenta anys de professió, des de 1657 fins a la seva mort el 1684, un conjunt d'unes 250 estampes de caràcter popular, principalment religioses i algunes en dues grandàries, petit i gran, per a facilitar-ne el seu ús. Casat el desembre de 1659 amb Paula Fontcuberta, va tenir almenys quatre fills dels quals els dos homes van continuar l'ofici patern: Josep Abadal i Fontcuberta (ca. 1661-1749), que el 1693 va esdevenir sacerdot sense deixar d'exercir de gravador i droguer, i Pau Abadal i Fontcuberta (1663-1729), establert a Manresa.
L'Àlbum de mostres dels Abadal, reunit entorn de 1800 per Ignasi Abadal i Guirifau, recopilava 177 estampes xilogràfiques utilitzades per la impremta familiar, amb dates que van des de la segona meitat del segle xvii fins a finals del segle xviii. De caràcter popular i en la seva majoria de temàtica religiosa, per a ser emprades en al·leluies i goigs o per a la devoció privada, no falten les d'assumpte profà per a plecs solts de romanços, calendaris i almanacs. Signades moltes d'elles pel propi Pere Abadal, al costat d'un extens santoral i reproduccions d'imatges devotes de la Verge, que en formen el nucli principal, algunes xilografies mostren oficis, animals amb llegendes al·legòriques (el gat, el papagai o la mona) i una figura monstruosa, anomenada «Il Tartaro mostruoso» en al·lusió al perill turc.